# Jean-Pierre Abelin
Jean-Pierre Abelin (ur. 3 września 1950 w Poitiers) – francuski polityk, były eurodeputowany, wieloletni parlamentarzysta.

## Życiorys
Syn Pierre'a Abelina, ministra w rządzie Jacques'a Chiraca. Uzyskał licencjat z historii. Ukończył następnie m.in. Instytut Nauk Politycznych w Paryżu.
W drugiej połowie lat 70. przystąpił do Unii na rzecz Demokracji Francuskiej. W latach 1978–1981 po raz pierwszy sprawował mandat deputowanego do Zgromadzenia Narodowego z departamentu Vienne. W izbie niższej parlamentu zasiadał ponownie w latach 1986–1988.
Od 1977 do 2008 był radnym rady generalnej Vienne, od 1982 jako jej wiceprzewodniczący. W 2008 wybrano go na urząd mera Châtellerault, utrzymał też funkcję w 2014 i 2020. W okresie 1984–1989 był posłem do Parlamentu Europejskiego. Zasiadał w Grupie Europejskiej Partii Ludowej (Chrześcijańscy Demokraci), pracował m.in. w Komisji ds. Gospodarczych i Walutowych oraz Polityki Przemysłowej.
W 1993, 1997 i 2002 był po raz kolejny wybierany do Zgromadzenia Narodowego z ramienia UDF. W 2007 opowiedział się przeciwko koncepcji utworzenia Ruchu Demokratycznego, przechodząc do nowo powołanej partii Nowe Centrum. W tym samym roku (z poparciem UMP) został posłem XIII kadencji. W 2012 nie uzyskał poselskiej reelekcji.